# Distrito de Barranquita

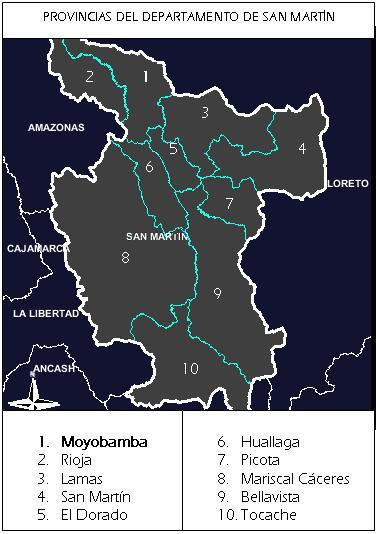
División política del Departamento de San Martín.

El distrito peruano de Barranquita es uno de los once  distritos que conforman la Provincia de Lamas en el Departamento de San Martín, perteneciente a la Región de San Martín  en el Perú.
Desde el punto de vista jerárquico de la Iglesia católica forma parte de la  Prelatura de Moyobamba, sufragánea de la Metropolitana de Trujillo y  encomendada por la Santa Sede a la Archidiócesis de Toledo en España.

## Geografía
La capital se encuentra situada a 200 m s. n. m.

## Medio Ambiente
El ministro del Ambiente, Antonio Brack, anula el permiso concedido al Grupo Romero para realizar actividades de deforestación  en el predio denominado “Palmas del Oriente”.
.